# Christian Gottlieb Gottschald
Christian Gottlieb Gottschald, auch Gottschaldt (* 4. Dezember 1717 in Neidhardtsthal; † 15. Mai 1786 in Grünhain), war ein frühneuzeitlicher deutscher Unternehmer im sächsischen Erzgebirge.

## Leben und Werk
Er war ein Nachkomme des Holzmichls Michael Gottschald und gelangte durch Erbschaft in den Besitz des Hammerwerks Wildenthal. Daneben war er als Amtsinspektor in Grünhain tätig. 1783 stellte er das Gesuch um Konzession zum Bau eines Zainhammers auf dem Hammerwerk Wildenthal anstellte des dem Hammerwerk im Privileg vom 23. August 1655 zugestandenen zweiten Hochofens.
Als am 14. Juni 1787 Ernst von Stein in seinem Herrenhaus in Wildenthal den Tod fand, stellte er sein Erbbegräbnis auf dem Friedhof in Eibenstock zur Verfügung, wo die Leiche des 19-jährigen Toten am 18. Juni 1787 um 21 Uhr beigesetzt wurde. Eine Stunde lang ertönte das Trauergeläut der Stadtkirche. Aus Dankbarkeit schenkte Charlotte von Stein dem Hammerherrn Gottschald ein paar  silberne Leuchter, die Karl von Stein gezeigt wurden, als dieser im Juni 1834 den Sterbeort seines jüngeren Bruders besuchte.
Nach seinem Tod kam es zwischen dem Hammerwerksbesitzer von Wildenthal, Friedrich Ludwig Gottschald, und dem Amtmann Christian August Gottschald aus Grünhain und Konsorten wegen Erbschaftsdifferenzen zum Rechtsstreit um den Nachlass.

## Familie
Er heiratete am 23. September 1743 in Schneeberg Ernestine Juliane Schnorr von Carolsfeld.